# Larimore (Dakota Północna)
Larimore – miasto w Stanach Zjednoczonych, w stanie Dakota Północna, w hrabstwie Grand Forks.